# Verona Calcio Femminile 1994-1995
Questa voce raccoglie le informazioni riguardanti la Verona Calcio Femminile nelle competizioni ufficiali della stagione 1994-1995.

## Rosa 1994-1995
Rosa della squadra all'inizio della stagione.
| N. |                    | Ruolo | Calciatore         |
| -- | ------------------ | ----- | ------------------ |
|    | Italia (bandiera)  | P     | Consuelo Bressan   |
|    | Italia (bandiera)  | D     | Monica Gallo       |
|    | Italia (bandiera)  | D     | Alessandra Lezzi   |
|    | Brasile (bandiera) | D     | Eduarda Luizelli   |
|    | Italia (bandiera)  | D     | Silvana Monchera   |
|    | Italia (bandiera)  | D     | Rosa Rosso         |
|    | Italia (bandiera)  | D     | Assunta Siano      |
|    | Italia (bandiera)  | D     | Roberta Stefanelli |
|    | Italia (bandiera)  | C     | Katiuscia Campana  |

| N. |                   | Ruolo | Calciatore            |
| -- | ----------------- | ----- | --------------------- |
|    | Italia (bandiera) | C     | Beatrice De Stefano   |
|    | Italia (bandiera) | C     | Antonella Formisano   |
|    | Italia (bandiera) | C     | Anna Maria Mega       |
|    | Italia (bandiera) | C     | Valentina Melchiori   |
|    | Italia (bandiera) | C     | Michela Panato        |
|    | Italia (bandiera) | C     | Maria Grazia Pegoraro |
|    | Italia (bandiera) | A     | Manuela Passaia       |
|    | Italia (bandiera) | A     | Deborah Pelle         |
|    | Italia (bandiera) | A     | Lara Rizzotto         |